# Rieczica (rejon kromski)
Rieczica (ros. Речица) – wieś (dieriewnia) w Rosji, w obwodzie orłowskim, w rejonie kromskim. W 2010 liczyła 67 mieszkańców.